# فرودگاه بین‌المللی میدلند
فرودگاه بین‌المللی میدلند (به انگلیسی: Midland International Airport) یک فرودگاه همگانی بهره‌برداری هوایی با کد یاتا MAF است که یک باند فرود آسفالت دارد و طول باند آن ۱۴۰۴ متر است. این فرودگاه در شهر میدلند، تگزاس کشور ایالات متحده آمریکا قرار دارد و در ارتفاع ۸۷۵ متری از سطح دریا واقع شده‌است.

## شرکت‌های هواپیمایی و مقصدهای پروازی

### مسافری
| شرکت‌های هواپیمایی | مقصدهای پروازی                      |
| ----------------- | ----------------------------------- |
| امریکن ایگل       | دالاس-فورت ورث، فینکس اسکای هاربر   |
| ساوت‌وست ایرلاینز  | دالاس لاو، ویلیام پی. هابی، مک‌کاران |
| یونایتد اکسپرس    | دنور، جرج بوش                       |